# Landeschef (Österreich-Ungarn)
Landeschef  war 1868–1918 der amtlich zusammenfassende Begriff für den Statthalter bzw. den Landespräsidenten als Vertreter von Kaiser und Zentralregierung in den Kronländern der österreichischen Reichshälfte Österreich-Ungarns.

## Zum Begriff

Karte Österreich-Ungarns

Im auf Grund der Dezemberverfassung von 1867 erlassenen Gesetz über die Einrichtung der politischen Verwaltungsbehörden vom 19. Mai 1868 wurde das Amt des Landeschefs definiert, der vorher spätestens seit der Reichsverfassung für das Kaiserthum Österreich (Oktroyierte Märzverfassung), Kaiserliches Patent vom 4. März 1849, unbestimmt in allen Reichsteilen Statthalter hieß.
Der Landeschef wurde vom Kaiser von Österreich als Vertreter seiner Person und der k.k. Regierung in Wien bestellt (§ 2 des Gesetzes). In Salzburg, Kärnten, Krain, Österreichisch-Schlesien (Herzogtum Ober- und Nieder-Schlesien) und der Bukowina trugen die Landeschefs gemäß § 5 des Gesetzes den Titel Landespräsident und standen einer Landesregierung vor, in den anderen Kronländern trugen sie den Titel (k. k.) Statthalter und standen einer Statthalterei vor (so dass sich dieser Titel in Öffentlichkeit und Literatur für alle Kronländer durchsetzte). Die Funktion war die gleiche: den vom Gesamtstaat eingerichteten Verwaltungsapparat im Kronland zu führen und die Politik der Regierung in Wien umzusetzen, an deren Weisungen die Landeschefs gebunden waren.
1878–1918 wurde auch der österreichisch-ungarische Gouverneur von Bosnien-Herzegowina, das zu keinem der beiden Reichsteile gehörte, als Landeschef bezeichnet. Er unterstand nicht der für Cisleithanien zuständigen k.k. Regierung in Wien, sondern dem für ganz Österreich-Ungarn zuständigen gemeinsamen Finanzminister in Wien.

## Funktion des Landeschefs
Die Landeschefs bzw. Statthalter wurden vom Kaiser auf Vorschlag der k.k. Regierung ernannt und enthoben. Handelte es sich um ein Kronland mit schwierigen politischen Verhältnissen, wurden die Statthalter häufig nach kurzer Amtszeit ausgewechselt. In den meisten Fällen handelte es sich um hohe Staatsbeamte, meist Adelige. Manche waren vor oder nach ihrer Statthaltertätigkeit als k.k. Minister berufen.
Der Landeschef hatte im Landtag zustande gekommene Gesetzesbeschlüsse der k.k. Regierung in Wien mit seiner Stellungnahme vorzulegen; sie legte sie dem Kaiser mit ihrer Stellungnahme zur Entscheidung vor. Der Kaiser konnte den Landtagsbeschluss nach Erwägung der Stellungnahmen von Landeschef und k.k. Regierung „sanktionieren“ (= seine Zustimmung zum Gesetzesbeschluss erteilen, wonach das Gesetz kundgemacht werden und in Kraft treten konnte) oder ihn ablehnen (womit der Beschluss nicht kundgemacht werden und nicht in Kraft treten konnte). Analog war bei geplanten Verordnungen vorzugehen, die der Statthalter auf Grund von Gesetzen erlassen wollte. Allfällige Anweisungen erhielt er von der Regierung in Wien.
Der Landeschef war gemäß dem Gesetz von 1868, was die Verwaltung betraf, vor allem in Angelegenheiten von Kultus und Unterricht, Landesverteidigung, öffentlicher Sicherheit, Ackerbau sowie (auf Grund separater Bestimmungen) für Finanzen und Handel zuständig, – Materien, die zentral durch vom Reichsrat beschlossene Gesetze geregelt wurden. Militärische Angelegenheiten im engeren Sinn lagen bei eigenen Militärbehörden. Dem Landeschef waren die Bezirkshauptmannschaften unterstellt, die die autonomen Gemeinden in ihrem Gebiet kontrollierten und koordinierten. Die Behörde, der der Landeschef vorstand, hieß Landespräsidium oder Statthalterei.
Jedes Kronland besaß überdies eine vom Landtag eingesetzte Exekutive, die für die Landeskompetenzen zuständig war. Sie wurde vom Exekutivausschuss des Landtages geleitet, der Landesausschuss genannt wurde (Vorläufer der Landesregierungen). Der Vorsitzende des Landtages und des Landesausschusses trug den Titel Landeshauptmann (in Niederösterreich, Böhmen und Galizien: Landmarschall) und wurde vom Kaiser als Landesherrn berufen. Zu dieser Zeit war also der Landeshauptmann nur die Nr. 2 der Führung der Kronländer nach dem Landeschef (wie das schon nach 1742 eingeführt worden war).

## Weiterentwicklung des Amtes in der Republik Österreich
Die Doppelstruktur wurde bei der Gründung der Ersten Republik 1918 beseitigt: Mit dem Gesetz vom 14. November 1918 betreffend die Übernahme der Staatsgewalt in den Ländern wurden am 20. November, dem Tag der Kundmachung dieses Gesetzes, Landeschefs (Statthalter, Landespräsidenten) und bisherige Landtage abgeschafft und provisorische Landesversammlungen sowie Landesregierungen mit einem Landeshauptmann als Vorsitzendem eingesetzt. Die Landesregierungen waren dem deutschösterreichischen Staatsrat weisungsgebunden. Mit der Bundesverfassung von 1920 wurde der Landeshauptmann einerseits als Vollzugsorgan der Bundesregierung im jeweiligen Land (mittelbare Bundesverwaltung) und andererseits als Spitzenpolitiker des Landes in allen Landeskompetenzen definiert. Er wird vom Landtag gewählt und vom Bundespräsidenten angelobt.